# Pienza
Pienza je malé město v provincii Siena v Toskánsku, které je domovinou více než dvou tisíc obyvatel. Jeho počátky sahají do 15. století.
Město je pojmenováno po svém zakladateli, papeži Piovi II. (od r. 1462)
Od roku 1996 je součástí kulturní sekce světového dědictví. Pienza leží v oblasti zvané Val d'Orcia, která je od roku 2004 rovněž součástí světového dědictví.